# تنورجة
تنورجة هي قرية في مقاطعة كوهسرخ، إيران. يقدر عدد سكانها بـ 968 نسمة بحسب إحصاء 2016.